# Trescore Balneario
Trescore Balneario is een gemeente in de Italiaanse provincie Bergamo (regio Lombardije) en telt bijna 9900 inwoners (31-12-2016). De oppervlakte bedraagt 13,3 km², de bevolkingsdichtheid is 742 inwoners per km².
De volgende frazioni maken deel uit van de gemeente: Piazza, Torre, Strada, Macina, Fornaci, Canton-Vallesse, Riva.

## Bezienswaardigheden
De voornaamste bezienswaardigheid van Trescore is de Cappella Suardi, een bescheiden gebedshuis dat vanbinnen volledig is bedekt met fresco's van Lorenzo Lotto. Hij maakte dit renaissancewerk in 1524.

## Demografie
Het aantal inwoners van Trescore Balneario steeg in de periode 1991-2016 met 39,6% volgens ISTAT.
| jaar | aantal inwoners |
| ---- | --------------- |
| 1991 | 7075            |
| 2001 | 8303            |
| 2004 | 8857            |
| 2016 | 9874            |

## Geografie
De gemeente ligt op ongeveer 271 m boven zeeniveau.
Trescore Balneario grenst aan de volgende gemeenten: Albino, Carobbio degli Angeli, Cenate Sopra, Cenate Sotto, Credaro, Entratico, Gandosso, Gorlago, Luzzana, San Paolo d'Argon, Zandobbio.

## Geboren
- Matteo Frutti (1975), wielrenner
- Marcello Puglisi (1986), autocoureur
- Alberto Brignoli (1991), voetballer
- Valentina Giacinti (1994), voetbalspeelster